# 矢田の渡し
矢田の渡し（やだのわたし）は、島根県松江市内、大橋川の渡し船。松江市朝酌町（あさくみちょう、左岸）と矢田町（やだちょう、右岸）を結んでいるが、2020年（令和2年）10月19日以降、休航している。乗船は有料であった。ただし、矢田渡船観光が運営する狐森島キャンプ場までの運航は継続的にされている。

## 概要

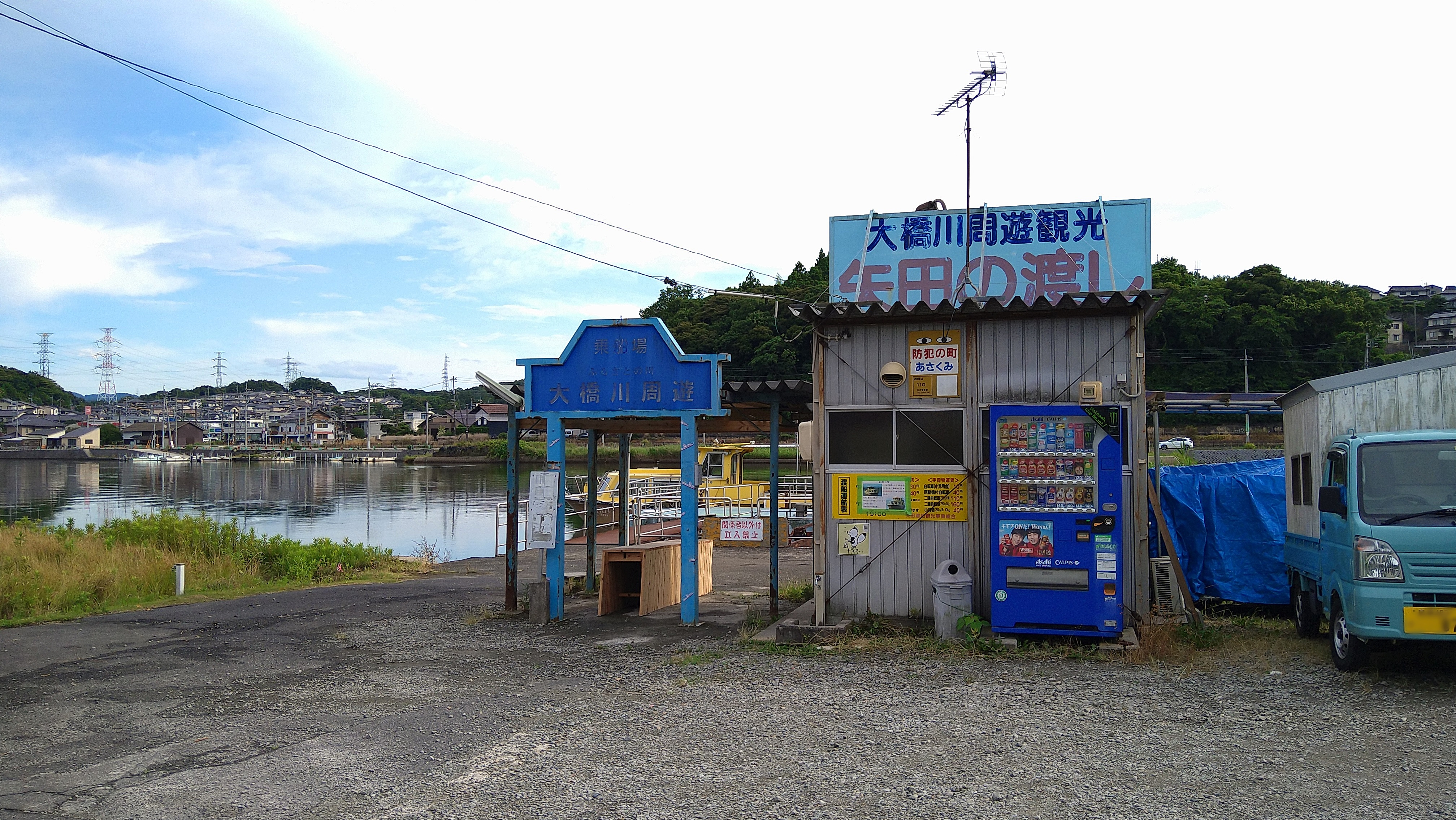
朝酌町側乗船場

2014年（平成26年）6月時点で、矢田渡船観光事業組合が松江市から補助金を受けて運航していた。現在は休航している。運航していた頃は平日の午前7時〜9時のみ、所要時間約1分、料金大人40円、自転車10円。船は左岸（北側）に待機していて、右岸（南側）からの利用者は、渡し場にある赤色の回転灯を点けて対岸の渡し船を呼ぶ仕組みだった。

## 歴史
出雲国風土記によれば、奈良時代には附近に朝酌促戸渡（あさくみのせとのわたり）があったという。これが起源とすれば、矢田の渡しには千数百年の歴史があることになる。
1970年代には年間5万人以上の利用があった。しかし、1981年にくにびき大橋が上流に開通、1989年に中海大橋が下流に開通、2012年にくにびき大橋と矢田の渡しの間に松江だんだん道路の縁結び大橋が開通したため、利用者が激減した。縁結び大橋の開通後、夕方の運航は取り止めになった。

## 運航地点
左岸が北緯35度27分11.8秒 東経133度06分11.1秒 / 北緯35.453278度 東経133.103083度、
右岸が北緯35度27分09.3秒 東経133度06分07.4秒 / 北緯35.452583度 東経133.102056度。

## 船

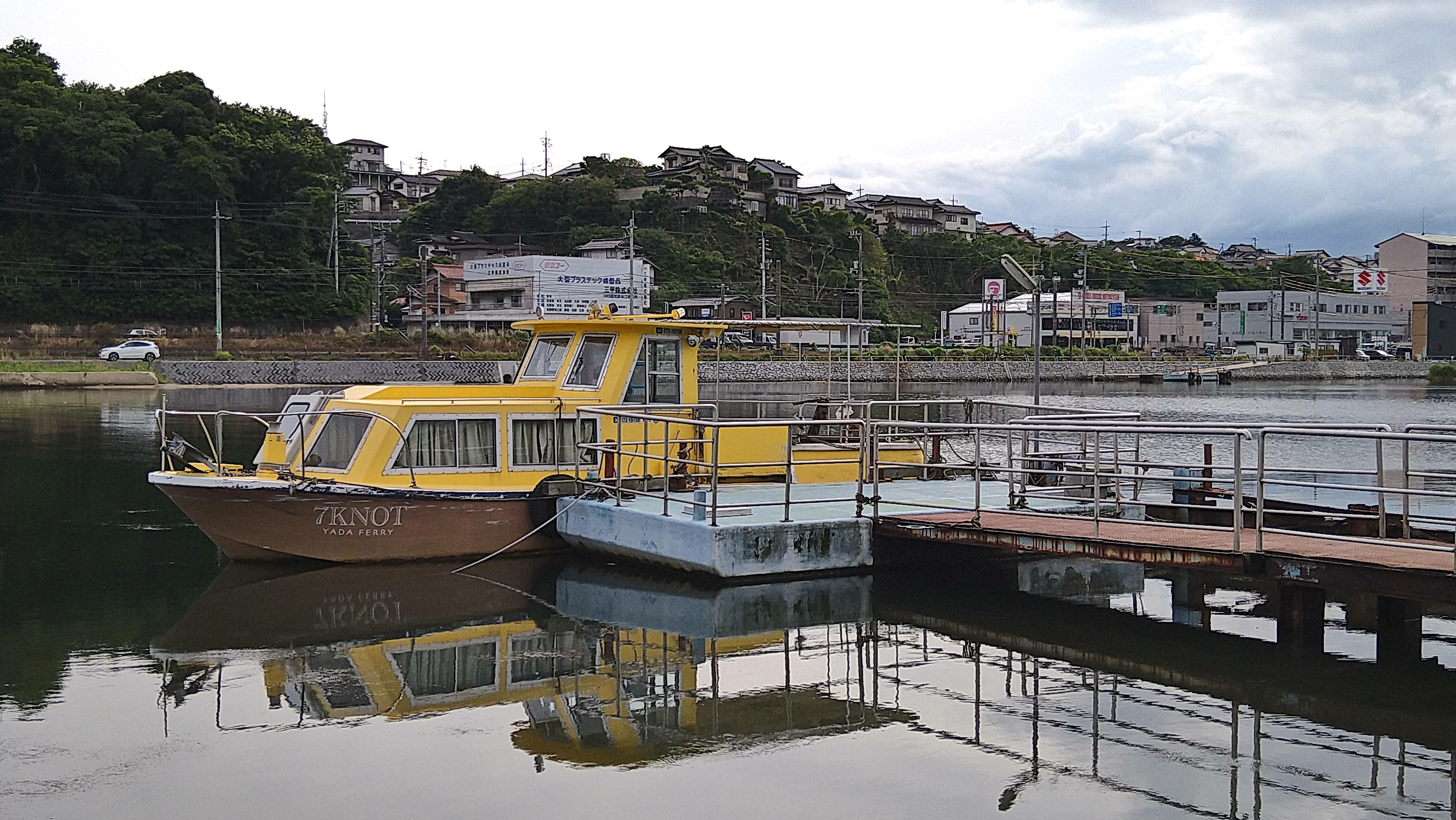
矢田渡船観光所有船「7knot」
レッドバロン店方向、対岸に見える桟橋が矢田町側（矢田の渡し桟橋・朝酌町側から撮影）

2014年（平成26年）6月現在、矢田の渡しに使われている船は、「矢田の渡し号」1隻。「矢田の渡し号」は、総トン数4.9トン、全長10.1メートル、幅2.98メートル、定員28名の動力船で、1998年建造。所有者は松江市で、組合に無償で貸与されている。
矢田の渡しの運航をしていない時間帯は、予約に応じて「大橋川周遊コース」の運航に使われている。